# 壮囲郷
壮囲郷（ジュアンウェイ/そうい-きょう）は台湾宜蘭県の郷。

## 地理
壮囲郷は宜蘭県東部、蘭陽平原に位置する。東は太平洋に面し、また蘭陽渓の下流に位置するため地勢は平坦である。また砂礫質の地層は排水がよく、日照にも恵まれ農業が発展している。

## 歴史
壮囲郷は旧名を「民壮囲」と称した。これは1802年、呉沙が民衆を率いて蘭陽平原を開墾した際の功績のあった壮民を記念して名付けられた。大正9年の台湾地方改制の際、この地に「壮囲庄」が設置された。戦後は台北県壮囲郷と改められ、1950年に宜蘭県に帰属するようになり現在に至っている。

## 行政区
| 村 |
| --- |
| 大福村、古亭村、古結村、吉祥村、東港村、美城村、復興村、新社村、新南村、永鎮村、功労村、忠孝村、美福村、過嶺村 |

## 歴代郷長
| 代 | 氏名 | 任期 |
| -- | ---- | ---- |

## 教育

### 高級中学
- 私立中道高級中学

### 国民中学
- 宜蘭県立壮囲国民中学

## 交通
| 種別 | 路線名称 | その他       |
| ---- | -------- | ------------ |
| 省道 | 台2線    | 北部浜海公路 |
| 省道 | 台7線    |              |

## 観光
- 永鎮海浜公園
- 蘭陽渓口